# マヌエラ・セーコロ
マヌエラ・セーコロ（Manuela Secolo, 1977年2月22日 - ）は、イタリアの元女子バレーボール選手。元イタリア代表。

## 来歴
1991年、Albatros Trevisoに加入しプロとしてのキャリアをスタートさせる。1999年よりVolley 2002 Forlìで2シーズン在籍し、その後はペーザロ、ベルガモなどの強豪クラブで活躍した。2004-05、2006-07シーズンには欧州チャンピオンズリーグで金メダルを獲得した。
2004年にイタリア代表へ初選出されると、同年のアテネ五輪に出場した。代表から離れていたが、2007年に復帰するとスタメンに固定され、同年の欧州選手権、ワールドカップで初優勝に大きく貢献した。2008年、ワールドグランプリで銅メダルを獲得した。2009年、グラチャンでの金メダルを最後に代表から引退した。
2008-09シーズンにはギリシャリーグのOlympiacosで活躍した。2009-10シーズンからイタリアセリエAのGSOヴィッラ・コルテーゼに加入し、コッパ・イタリアで優勝した。
2014年、現役引退。

## 球歴
- オリンピック - 2004年、2008年
- ワールドカップ - 2007年
- グラチャン - 2009年
- 欧州選手権 - 2007年、2009年
- ワールドグランプリ - 2007年、2008年

## 所属クラブ
- Albatros Treviso（1991-1994年）
- Pol. Mogliano（1994-1995年）
- A.G.S. San Donà（1995-1999年）
- Volley 2002 Forlì（1999-2001年）
- Teodora Pallavolo Ravenne（2001-2002年）
- スカボリーニ・ペーザロ（2002-2003年）
- ベルガモ（2003-2007年）
- Chieri Volley（2007-2008年）
- Olympiacos（2008-2009年）
- GSOヴィッラ・コルテーゼ（2009-2010年）
- Universal Modena（2010-2011年）
- Crema Volley（2011-2012年）
- River Volley Piacenza（2012-2013年）
- Pallavolo Piacentina（2013-2014年）